# Compiègne (paquebot)
Pour la commune de France, voir Compiègne.
Le SS Compiègne est un paquebot de la compagnie des messageries maritimes qui fut en service de 1922 à 1954. Il est propulsé par deux hélices et possède une cheminée.

## Historique
Le navire est commandé aux chantiers de Saint-Nazaire par la compagnie des chargeurs réunis, sous le nom de Jamaïque. Il est lancé le 18 novembre 1922, mais la flotte étant en surnombre, il est racheté par les messageries maritimes. Il est baptisé du nom de la ville de Compiègne et il est affecté à la ligne d'Indochine le 15 mars 1924, au départ du port de Marseille. De 1932 à 1939, il voyage en alternance vers les ports de l'océan Indien (Mombassa, Diego Suarez, Madagascar, La Réunion, île Maurice, etc.) par le canal de Suez et le golfe d'Aden. Le Compiègne permet d'accueillir 112 passagers en première classe, 84 passagers en deuxième classe et 136 passagers en troisième classe.
Du 5 au 11 avril 1931, il effectue un voyage spécial pour le mariage à Palerme du « comte de Paris » et de la princesse Isabelle d'Orléans-Bragance. En 1935, il est présent aux fêtes du tricentenaire de Port-Louis à l'île Maurice.
En septembre 1939, au début de la Seconde Guerre mondiale, il transporte des troupes de Madagascar à Beyrouth. Le 9 décembre 1939 il est escorté jus'au large de Mombasa par l'aviso colonial Rigault de Genouilly alors basé à Diego-Suarez.
Après l'Armistice de 1940, il est bloqué à Lisbonne. Il rejoint en décembre 1940 Marseille pour reprendre la ligne d'Extrême-Orient, alors qu'il est commandé par le capitaine Dorion. Le Compiègne est arraisonné une première fois dans la soirée du 19 juin 1941 par la marine hollandaise (une vingtaine d'hommes armés) dans le détroit de la Sonde et relâché le lendemain soir après vérification des passeports et mises sous scellés des appareils photographiques qui sont renvoyés à terre. Au retour, le Compiègne fait partie d'un convoi de navires qui doivent rejoindre la métropole; il est arraisonné une seconde fois par la marine britannique le 3 novembre 1941 (le Cap Tourane vient d'être capturé également), alors qu'il est au large de Port Elizabeth (au sud de Durban), au retour de Saigon (départ le 6 septembre 1941) et de Tamatave (départ le 25 octobre 1941). La Royal Navy saisit et transforme le paquebot en navire-caserne sur la Tamise pour les cadets de la marine britannique. Ses deux mâts et sa cheminée sont coupés.
Il est rendu au gouvernement français et à la compagnie des messageries maritimes le 7 novembre 1945, mais il échoue près de Dieppe après avoir heurté une mine au large de Fécamp, le 21 juillet 1946, alors qu'il effectue son premier voyage en route vers Dunkerque pour être réparé. Il est renfloué, puis réparé à Dunkerque dont la cale sèche vient juste d'être remise en service. Les chaudières à charbon sont remplacées par des chaudières à mazout. Il reprend le trajet de l'océan Indien et de l'Indochine, le 15 mai 1948.
Le Compiègne est vendu à La Seyne-sur-Mer pour démolition le 7 avril 1954.

## Fiche technique
- Longueur : 152 mètres
- Largeur : 18 mètres
- Jauge : 10 828 tonneaux
- Déplacement : 16 137
- Vitesse : 14 nœuds

## Sister-ships
- Le Chantilly (1922-1951)
- Le Fontainebleau (1923-1926)